# Энкиду

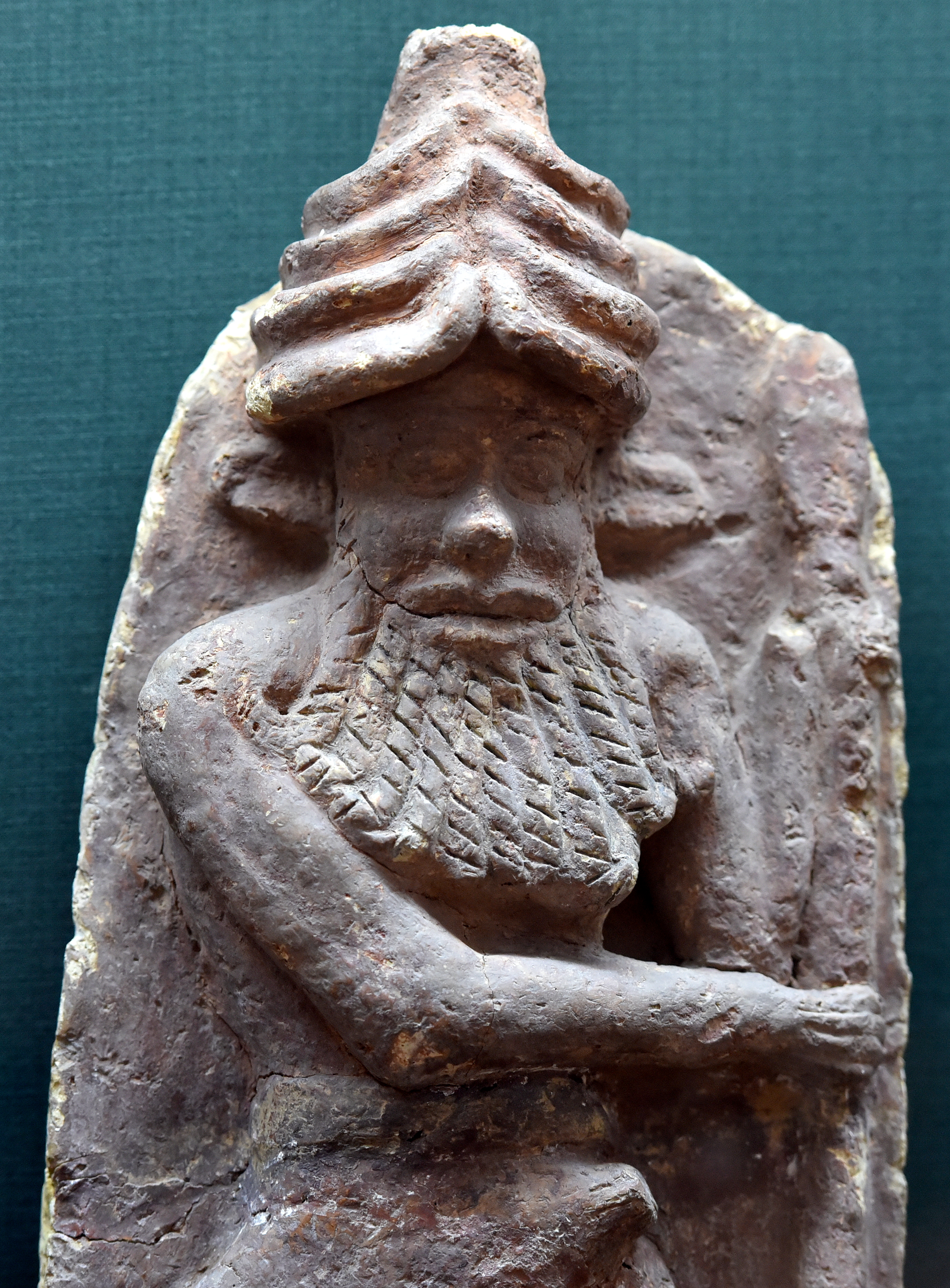
Терракотовая настенная панель с изображением Энкиду (2027–1763 до н. э.)

Энкиду (возможно, от шумерского «владыка, создавший землю», либо «Энки велик», либо «Энки благостен») — в шумеро-аккадской мифологии — герой, соратник и друг Гильгамеша, его побратим, созданный богиней Аруру по просьбе богов как соперник Гильгамеша. Один из главных героев «Эпоса о Гильгамеше».

## Создание Энкиду
Жители города Урука жалуются богам, что их царь Гильгамеш буйствует и не даёт им покоя. Чтобы усмирить Гильгамеша, богиня-мать Аруру решает создать для царя равного по силе соратника и лепит из глины дикого человека Энкиду. Тело Энкиду покрыто шерстью, он не знает цивилизации, ест траву, живёт в степи с дикими животными и защищает их от охотников. Охотники жалуются на него Гильгамешу, и тот отправляет храмовую проститутку Шамхат соблазнить и приручить Энкиду. Энкиду проводит шесть дней и семь ночей в плотских утехах с Шамхат, а когда пытается вернуться к животным, те убегают от него. Шамхат уговаривает Энкиду отказаться от жизни с дикими животными и последовать за ней в город Урук, где правит Гильгамеш. Энкиду соглашается и под влиянием Шамхат начинает носить одежду, есть человеческую пищу, пасти овец, охотиться на львов и волков. Придя в Урук, Энкиду встречается с Гильгамешем и вступает с ним в схватку. Оба героя оказываются равными по силе, и схватка заканчивается «ничьей». С этих пор Энкиду становится лучшим другом и соратником Гильгамеша.

## Подвиги с Гильгамешем
Энкиду принимает участие в подвигах Гильгамеша, призывает того к героическим поступкам. Вместе они побеждают чудовище Хумбабу, стража кедрового леса, и срубают в его лесу дерево для ворот храма Энлиля в Уруке. Затем они сражаются с огромным быком, отправленным богиней Инанной убить Гильгамеша в отместку за отказ стать её любовником. Разгневанная из-за смерти быка Инанна призывает богов покарать Гильгамеша и Энкиду за убийство Хумбабы. В результате, Энкиду оказывается искупительной жертвой за своего побратима: боги, разгневанные убийством Хумбабы, посылают ему болезнь и смерть. Умирая, Энкиду проклинает блудницу Шамхат за то, что она сделала его человеком, но бог Шамаш напоминает Энкиду о том, как Шамхат накормила, напоила и одела его. Энкиду перед смертью прощает жрицу и благословляет её. Когда Энкиду умирает, Гильгамеш оплакивает друга и приказывает изготовить в его честь кумира:
Какого никто не делал другу:
Друга рост и облик в нем будет явлен, —
Подножье из камня, власы — из лазури,
Лицо — из алебастра, из золота — тело.О всё видавшем, Таблица VIII

## Нисхождение в преисподнюю
В последней XII-й таблице «Эпоса о Гильгамеше», не связанной сюжетно с предыдущими и являющейся переводом на аккадский язык шумерской поэмы Гильгамеш и Подземный мир, Энкиду спускается в преисподнюю, чтобы достать оттуда потерянный Гильгамешем музыкальный инструмент («pukku» и «mikku» — вероятно, барабан и барабанные палочки). Гильгамеш, провожая друга, даёт ему наставления и объясняет, чего нельзя делать перед спуском в подземный мир — нельзя надевать чистые одежды и умащивать тело маслом, нельзя брать с собой копьё и посох, нельзя целовать на прощание любимых жену и ребёнка и бить нелюбимых. Но Энкиду нарушает все эти запреты и, спустившись в подземный мир, уже не может выйти обратно. Гильгамеш обращается к богам с мольбой выпустить Энкиду. Вернувшись в мир живых, Энкиду рассказывает другу, что, в целом, судьба мёртвых безрадостна. Исключением являются только мертворождённые младенцы и люди, у которых при жизни было больше четырёх детей — им в подземном мире живётся лучше всех.

Из-за описания внешности («Шерстью покрыто все его тело», «Муж тот с Гильгамешем сходен обличьем, ростом пониже, но костью крепче») и обстоятельств, при которых Энкиду был цивилизован, некоторые антропологи и палеонтологи предполагают, что в образе «дикого человека» сохранилась память о контактах людей с неандертальцами.